# Egmondermeer
Egmondermeer is een buurtschap en polder in de gemeente Bergen in de Nederlandse provincie Noord-Holland.
Egmondermeer is gelegen tussen Egmond aan den Hoef en Alkmaar. Egmondermeer is agrarisch gericht poldergebied met schaarse bewoning, die dan ook vooral bestaat uit boerderijen. Van oorsprong was de Egmondermeer een ondiep meer. 
In dit meer waren verschillende eilandjes gelegen. De drooglegging van het meer gebeurde tussen 1564 en 1565 onder leiding van Lamoraal, graaf van Egmont.

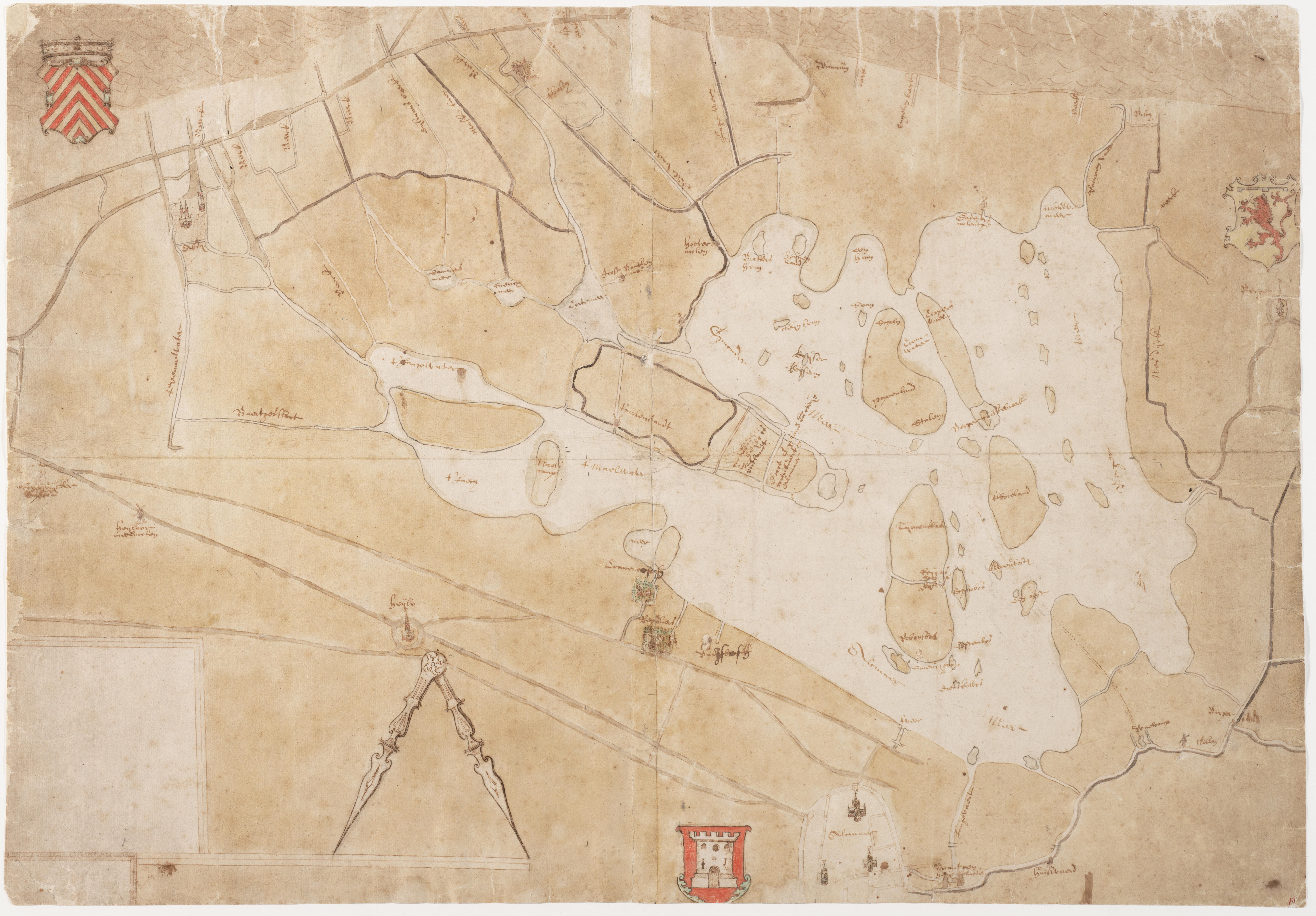
Onbedijkte Bergermeer en Egmondermeer, 1550
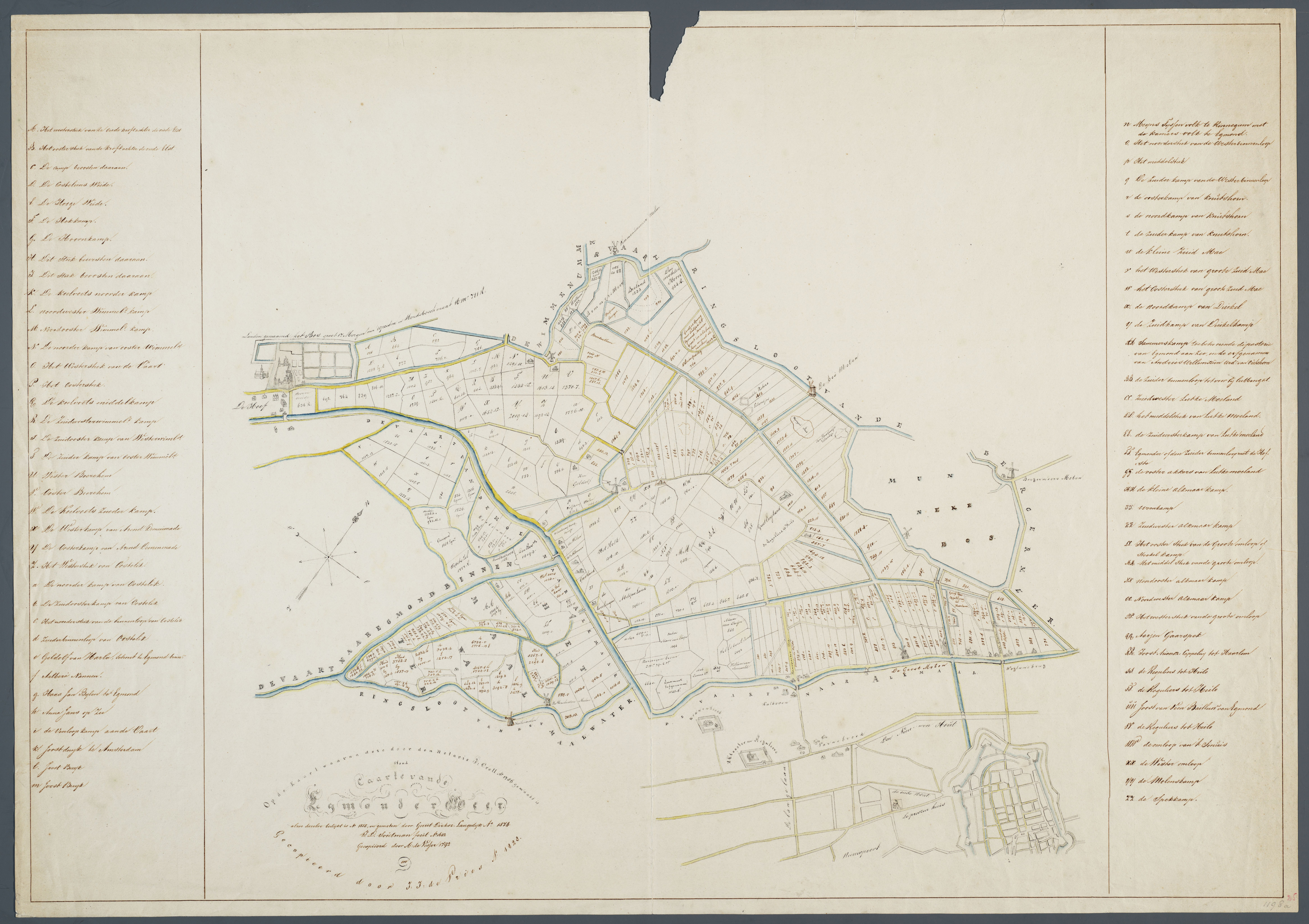
Egmondermeer na inpoldering in 1574 gemeten door G.D. Langedijck

Na de drooglegging van het meer vestigde zich een aantal kleine veehouderijen. Later werden deze langzaam vervangen door de gecombineerde boerderijen. In de polder waren ook een tijd papiermolens en kalkovens gevestigd en tussen 1905 en 1934 liep er dwars door de polder de stoomtramlijn van Alkmaar - Egmond aan Zee.
Dorpen en gehuchten: Aagtdorp · Bergen · Bergen aan Zee · Bregtdorp · Catrijp · Camperduin · Egmond aan den Hoef · Egmond aan Zee · Egmond-Binnen · Groet · Hargen · Rinnegom · Schoorl · Schoorldam (deels) · Wimmenum

Buurtschappen: Duyncroft · Egmondermeer · Het Woud · Westdorp · Zanegeest

Badplaatsen (zonder woonkern): Hargen aan Zee · Schoorl aan Zee

Voormalige buurtschappen: Oostdorp · Oudburg

Voormalige gemeenten: Bergen · Egmond · Schoorl

Noord-Holland: Steden en dorpen      Nederland: Provincies · Gemeenten